# جويا دي مارسي
جويا دي مارسي (بالإيطالية: Gioia dei Marsi)‏ هي بلدية في مقاطعة لاكويلا في إقليم أبروتسو الإيطالي.

## السكان
في سنة 1861 بلغ عدد السكان 3٬226 نسمة، وتطور العدد ليصل في سنة 2011 لـ 2٬111 نسمة.
يظهر هذا المخطط البياني تطور النمو السكاني لـ جويا دي مارسي

## توأمة
لجويا دي مارسي اتفاقيات توأمة مع:
- براتولا بيلينيا